# Rymdinvasion i Lappland
Rymdinvasion i Lappland (engelska: Terror in the Midnight Sun) är en amerikansk-svensk film som hade biopremiär i Sverige den 19 augusti 1959, i regi av Virgil W. Vogel. Filmen handlar om utomjordingar i Lappland och anses vara en sann kalkonfilm. Filmen har i Sverige visats på TV4 Komedi 2009 och 2010.
Den har även p.g.a sin B-status och inspelningsmiljö varit ett stående inslag under Arctic Light Filmfestival (Kiruna med flera visningsorter) sedan filmfestivalens start 1990.

## Handling
Vad som till en början verkar vara en komet störtar i Lapplands ödemark. Amerikanska geologer åker dit och på plats upptäcker de att det är ett rymdskepp som har släppt ut ett stort monster som orsakar förstörelse. Under tiden sitter utomjordingar i sitt UFO och övervakar händelseutvecklingen. Den håriga besten anfaller kåtor, samer och vetenskapsmän, men med facklor, knivar och spjut går dessa till motattack.

## Rollista
- Sten Gester - Geologen Erik Engström
- Robert Burton - Geologen H. Vance Wilson
- Barbara Wilson - Diane Wilson, Wilsons brorsdotter
- Bengt Blomgren - Robert Bottiger, flygöverste
- Åke Grönberg - Geologen Henrik
- Gösta Prüzelius - Walter Ullman, medlem av Vetenskapsakademien
- Doreen Denning - Anna, Ullmans sekreterare
- Ittla Frodi - flicka i sportbil
- Brita Borg - sångerska
- Lars Åhrén - monstret

### Fotnoter
1. ↑  ”Rymdinvasion i Lappland”. Svensk filmdatabas. 19 augusti 1959. http://www.sfi.se/sv/svensk-filmdatabas/Item/?itemid=4591&type=MOVIE&iv=Basic. Läst 30 september 2016.
2. ↑  Elin Fjellman Jaderup (22 april 2005). ”Superobskyrt”. Sydsvenskan. Arkiverad från originalet den 30 april 2016. https://archive.is/20160430191954/http://www.sydsvenskan.se/kultur--nojen/dygnet-runt/superobskyrt/. Läst 30 april 2016.